# خمود قشري منتشر

رسم متحرك للانضغاط اللحائي المنتشر

خمود قشرة الدماغ المنتشر

الانضغاط اللحائي المنتشر هي موجة من نشاط فسيولوجي كهربي مفرط تليها موجة من التثبيط، عادة في القشرة البصرية.

## استخدامات المصطلح
يستخدم علماء الأعصاب مصطلح الانضغاط اللحائي المنتشر ليمثل على الأقل إحدى العمليات المخية التالية:
- انتشار أي موجة ذات انتشار ذاتي لإزالة الاستقطاب الخلوي في القشرة المخية.
- انتشار أي موجة إقفار تمر من منطقة القشرة.
- انتشار موجة تضيق الأوعية عقب توسع الأوعية وتضيق الأوعية المستمرة طويلة الأمد للشرايين القشرية المتجاورة.[2]

قد ترتبط العُتمة الجِدارِيَّة للصداع النصفي في البشر بظاهرة فسيولوجية عصبية التي تسمى بانتشار انضغاط لياو (Leão).
تتقدم موجة الانضغاط المنتشر بواسطة اللحاء في مدة زمنية تتراوح من 2-5 دقائق.
يساهم تركز أيونات البوتاسيوم الخلوية الخارجية المتزايدة والغلُوتامات الاستثارية في بداية نشاط الانضغاط اللحائي المنتشر ونشره، والذي يمثل السبب الكامن وراء أورة الصداع النصفي.
تساعد الإدارة اليومية المزمنة لتناول جرعة العقاقير الوقائية للصداع النصفي (توبيراميت وفالبروات وبروبرانولول وأميتريبتيلين ووميثيسرجيد) بانتظام في إعاقة نشاط سي دي إس (CSD) الناجمة عن التطبيق اللحائي المستمر لحل 1 M KCl. إضافة إلى ذلك، يتميز اللاموتريجين (دواء مضاد لنشاط الأورة الخاصة، ولكن لا تظهر أي فعالية له في الصداع النصفي بوجه عام) بتأثير قمعي ملحوظ يرتبط بمهمته الانتقائية على وجه اليقين في أورة الصداع النصفي. ثبت أن الفالبروات والرايبوفلافين ليس لهما تأثير على زيادة نشاط الانضغاط اللحائي المنتشر على الرغم من تأثيرهما في الصداع النصفي الخالي من الأورة. تتوافق تلك النتائج في مجملها مع الدور الاستيعابي للانضغاط اللحائي المنتشر في الصداع النصفي مع الأورة، ولكن ينعدم ذلك في الصداع النصفي الخالي من الأورة.

## كتابات أخرى
- Spreading+Cortical+Depression في المكتبة الوطنية الأمريكية للطب نظام فهرسة المواضيع الطبية (MeSH).

- Dodick، David W. (أغسطس 2008). "Why Migraines Strike". Scientific American. Scientific American Inc. ص. 56–63. ISSN 0036 8733. مؤرشف من الأصل في 2019-12-18. اطلع عليه بتاريخ 2008-08-16. {{استشهاد بخبر}}: الوسيط author-name-list parameters تكرر أكثر من مرة (مساعدة)